# Чероков, Виктор Сергеевич
Ви́ктор Серге́евич Черо́ков (10 [23] ноября 1907, Ордубад — 30 декабря 1995, Москва) — советский военачальник, вице-адмирал (3.11.1951). Командующий Краснознамённой Ладожской военной флотилией во время Великой Отечественной войны (октябрь 1941 — ноябрь 1944).

## Биография

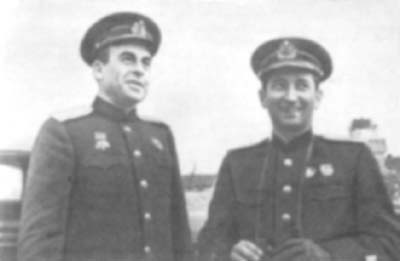
Командующий Ладожской военной флотилией контр-адмирал В. С. Чероков (справа) и заместитель командующего по политической части капитан I ранга Л. В. Серебренников, 1944 год

Родился 10 ноября 1907 года в Ордубаде, сейчас территория Азербайджана. Отец, Сергей Викторович, был мировым судьей. Мать, Ксения Ивановна — домохозяйка. Виктор был старшим из трех братьев. Отцу по службе приходилось часто переезжать, он служил в Польше (Ломжа), Грузии (Кутаиси). В 1917 году получил назначение в город Иваново под Баку, но по дороге заболел и умер от сыпного тифа. Семья осталась без средств к существованию и перебралась в Тифлис, где из-за неимения средств жили очень бедно и плохо. Виктору с 10 лет приходилось работать носильщиком на вокзале, батрачить на водяной мельнице. В начале 1920-х годов сумел продолжить образование, окончил школу 3-й ступени в Кутаиси в 1925 году и поступил в Политехнический институт в Тбилиси. Однако из-за тяжелого материального положения вновь пришлось оставить учёбу и работать чернорабочим на деревообрабатывающей и макальщиком на картонажной фабриках.
В 1926 году стал курсантом Военно-морского училища им. М. В. Фрунзе. Учёба давалась нелегко: сказывались серьёзные пробелы в математике и физике. Окончил училище в 1930 году, а в 1932 году был назначен командиром-водителем торпедного катера дивизиона особого назначения Балтийского флота, в марте 1934 года стал командиром дивизиона. Кроме того, в 1933 году окончил курсы телемеханики при Учебном отряде подводного плавания имени С. М. Кирова.
В 1936 году поступил на командный факультет Военно-морской академии им. К. Е. Ворошилова, после окончания которой в марте 1939 года занял должность командира 1-й бригады торпедных катеров Балтийского флота. Во главе бригады Советско-финская война участвовал в боевых действиях. Будучи командиром отряда высадки, провёл высадку десанта на остров Большой Тютерс и обеспечил прикрытие высадки десанта на остров Гогланд.
Член ВКП(б) с 1938 года.
Участник Великой Отечественной войны с июня 1941 года (на тот момент находился в воинском звании капитан 2-го ранга). Участвовал в Прибалтийской оборонительной операции и в Таллинском переходе. В конце августа 1941 года часть кораблей бригады перебазировалась в Неву и сосредоточилась на подходах к Ивановским порогам, где поддерживала огнём сухопутные войска при обороне Ленинграда. Вскоре Черокову было поручено командование сводным отрядом кораблей Балтфлота, действующего в этом районе (2 эсминца, сторожевые корабли, канонерские лодки и др.).
9 октября 1941 года, будучи уже капитаном 1-го ранга, назначен командующим Ладожской военной флотилией (принял командование 13 октября). Город находился в блокаде и основной целью флотилии стал подвоз продуктов, боеприпасов и топлива в блокадный Ленинград, а также эвакуация жителей. Действия флотилии сыграли огромную роль в обеспечении устойчивой обороны города. В январе 1944 года В. С. Черокову было присвоено воинское звание контр-адмирала. С переходом советских войск в наступление руководил действиями Ладожской флотилии в ходе Свирско-Петрозаводской наступательной операции, в том числе 23—27 июня успешно провёл Тулоксинскую десантную операцию. За эти сражения был награждён орденом Ушакова II степени.
C ноября 1944 года, после расформирования Краснознамённой Ладожской военной флотилии, возглавлял Рижский морской оборонительный район (РМОР), а в январе 1945 года — Островной морской оборонительный район КБФ. Части этих районов принимали участие в блокировании курляндской группировки противника.
После войны с июня 1947 года — командир Рижской военно-морской базы, с апреля по декабрь 1948 года командовал Беломорской военной флотилией. С конца 1948 года учился в Высшей военной академии им. К. Е. Ворошилова. Однако за три месяца до окончания академии направлен в Польшу на должность старшего советника при командующем ВМФ Польши (август 1950 — май 1953), а по утверждению ряда польских авторов, являлся в это время официально командующим ВМС Польши. В 1951 году присвоено воинское звание вице-адмирала. С мая 1953 года — начальник штаба — первый заместитель командующего 4-го ВМФ на Балтике. С января 1956 года — командующий Восточно-Балтийской флотилией КБФ. С февраля 1957 года находился на преподавательской работе в Военной академии Генерального штаба: начальник военно-морского факультета, с сентября 1970 — начальник кафедры оперативного искусства ВМФ.
В октябре 1970 года уволен в запас. Жил в Москве. Написал книгу воспоминаний «Для тебя, Ленинград!».
Скончался в 1995 году, похоронен в Москве на Троекуровском кладбище.

## Награды
- 2 ордена Ленина (7.03.1943[9], 27.12.1951)
- 3 ордена Красного знамени (17.01.1942[10], 14.09.1945[11], 5.11.1946)
- Орден Ушакова II степени (21.07.1944)[12]
- Ордена Отечественной войны I (11.03.1985)[13] и II (1944) степеней
- Орден Трудового Красного Знамени (1967)
- Орден Красной Звезды (3.11.1944)[14]
- 12 медалей[2], в т.ч.:
- Медаль «За оборону Ленинграда»
- Медаль «За победу над Германией в Великой Отечественной войне 1941—1945 гг.»[15]

иностранные награды
- Командорский крест ордена Возрождения Польши (ПНР, 4.04.1953)
- Орден «Крест Грюнвальда» 2-й степени (ПНР)
- Серебряная медаль «За заслуги при защите страны» (ПНР)
- Медаль «За заслуги в укреплении Польско-советской дружбы» (ПНР[16])

## Сочинения
- Чероков В. С. Для тебя, Ленинград! — М.: Воениздат, 1978[17].
- Чероков В. С. Гром с Ладоги. — Петрозаводск: Карелия, 1984.
- Чероков В. С. Ладожцы. // «Прометей» (историко-биографический альманах). — Том пятый. — М.: Издательство ЦК ВЛКСМ «Молодая гвардия», 1968.
- Чероков В. С. Годы и люди, которых забыть нельзя. // Ладога родная. Воспоминания ветеранов Краснознамённой Ладожской флотилии. — Л.: Лениздат, 1969. — С. 27—67.

## Память
- Почётный гражданин Новой Ладоги, где базировалась Ладожская военная флотилия[8].
- В городе Новая Ладога одна из улиц носит имя Черокова В. С.
- В городе Новая Ладога установлены мемориальные доски на доме, в котором жил В. С. Чероков в годы войны и на доме, в котором тогда же размещался штаб Ладожской военной флотилии.
- В начале 2009 года безымянному проезду, идущему от Финского залива до Петергофского шоссе в Красносельском районе Санкт-Петербурга, присвоено наименование «Улица Адмирала Черокова».
- В 2016 году на воду спущено опытовое судно «Виктор Чероков», вошедшее в состав Черноморского флота.
- Именем названа школа.
- Постановлением Правительства Российской Федерации от 25.06.2012 года № 627 «О присвоении наименования географическому объекту в Ладожском озере» безымянному подводному географическому объекту (банке) в Ладожском озере присвоено наименование «Банка Черокова»[18].

## Семья
- Жена — Анна Андреевна, старший лейтенант медицинской службы
- Дочь Валентина (старшая), инженер-гидротехник
- Дочь Ольга Томилина (средняя), искусствовед, работала в Государственном Русском музее
- Дочь Елена (младшая), искусствовед, работала экспертом в Министерстве культуры СССР[19]

Стал основоположником военно-морской династии Чероковых: его племянник Георгий Чероков дослужился до капитана 2-го ранга, офицерами флота стали его сын Андрей (капитан 1 ранга, командир базы вооружения Каспийской флотилии, начальник учебного курса в Севастопольском НВМУ) и внуки Владимир (капитан 3 ранга) и Дмитрий Чероковы.